# 기브온 전투
기브온 전투는 고대 이스라엘군과 고대 가나안 연합군과의 전투, 여호수아가 이끄는 이스라엘 군에게 기브온성이 항복하자 이에 위협을 느낀 가나안의 다섯왕 예루살렘 아도니세덱, 헤브론 호함, 야르뭇 비람 라기스 야비아, 에글론 드빌왕이 연합하여 이스라엘에 대항한 전투이다. 성서의 기록에 의하면 전투 자체의 승리보다 당시 야살의 책에 기록된 여호수아의 기도로 유명하며, 연합군을 쫓은 이스라엘 군대가 해가 떨어짐으로 인해 추격을 포기할 상황이 되자, 태양을 야훼의 이름으로 지지않도록 명령하여, 거의 하룻동안을 내려가지 않았다고 한다.